# Синдром Ротора

Аутосомно-рецесивний тип успадкування

Синдро́м Ро́тора — дуже рідкісний спадковий доброякісний синдром, при якому відбувається жовтяниця за рахунок прямого білірубіну. Хворіють як жінки, так і чоловіки. Клінічно схожий на синдром Дабіна-Джонсона.
Тип успадкування — аутосомно-рецесивний.
Причина виникнення — порушення транспортування прямого білірубіну в жовчні капіляри через пошкодження MRP2 каналу.

## Історичні відомості
Синдром вперше описали філіппінські лікарі А. Флорентін, Л. Манах і Артуро Беллеза Ротор. Пізніше ураження прирівняли до синдрому Дабіна—Джонсона. Але у 1976 році А. Волкофф при дослідженні виділення копропорфірину з сечею зміг встановити, що це два різних захворювання.

## Клінічні ознаки
При синдромі Ротора як правило не спостерігають ніяких інших симптомів крім жовтяниці.

## Діагностика
У крові виявляють підвищення рівня прямого білірубіну. Відсутній цитоліз (порушення проникності мембрани клітини) печінкових клітин (гепатоцитів), оскільки активність амінотрансфераз і лужної фосфатази стабільно в нормі.